# Rio Iriri Novo
Rio Iriri Novo är ett vattendrag i Brasilien. Det ligger i den centrala delen av landet, 1 000 km nordväst om huvudstaden Brasília.
I omgivningarna runt Rio Iriri Novo växer i huvudsak städsegrön lövskog. Trakten runt Rio Iriri Novo är nära nog obefolkad, med mindre än två invånare per kvadratkilometer.